# Dörrförsäljare
Dörrförsäljare är personer som går från dörr till dörr för att sälja saker eller tjänster. En mer organiserad form är gårdfarihandel. Dörrförsäljare fick dock ett sämre rykte, vilket bland annat ledde till små dörrskyltar med till exempel orden "Bettleri och utbjudande av varor undanbedes" som satt på lägenhetsdörrar så sent som på 1980-talet. Dörrförsäljning försvann allt efter som postordern blev vanligare. Dock säljs fortfarande jultidningar och andra varor medelst dörrförsäljning, men då främst av barn som samlar in till skolresor. 
Nasare är en nedsättande term för dörrförsäljare som var vanligare förr.